# Dante Martins Teixeira
Dante Luiz Martins Teixeira (* 15. Juli 1957 in Barbacena, Minas Gerais), häufig Dante Martins Teixeira, ist ein brasilianischer Ornithologe und Ethnozoologe an den Abteilungen für Ornithologie und Wirbeltiere am Museu Nacional da Universidade Federal do Rio de Janeiro.

## Leben
Teixeira ist der Sohn von Robespierre Martins Teixeira und Maria Beatriz Martins Teixeira. Er wurde von Helmut Sick in die Vogelkunde eingeführt. 1976 begann er ein Biologiestudium an der Universidade Federal do Rio de Janeiro, wo er 1979 einen Bachelor-Abschluss erwarb. Im selben Jahr hatte er einen Studienaufenthalt an der Universidad Nacional de Córdoba in Argentinien, wo er die Lehrgänge Ethologie und Mathematik-Methodik, Angewandter Vogelschutz, Biozide und Vogelsterben, Ornithologie und Ökologie sowie Systematik und numerische Taxonomie absolvierte. 1987 graduierte er mit der Arbeit As fontes do paraíso – um ensaio sobre a ornitologia no Brasil holandês (1624–1654) unter der Leitung von Helmut Sick zum Master in den Biowissenschaften an der Universidade Federal do Rio de Janeiro. Im Jahr 2000 wurde er mit der Doktorarbeit O mito da natureza intocada: as aves do Brasil Holandês (1624–1654) como exemplo para a história recente da fauna do Novo Mundo unter der Leitung von Nelson Papavero und Miguel A. Monné an der Universidade Federal do Rio de Janeiro promoviert. Im Jahr 2011 habilitierte er sich an der Universidade de São Paulo, nachdem er dort eine zweijährige Postdoc-Phase in den Bereichen Biowissenschaften, Geisteswissenschaften und Brasilianische Geschichte absolviert hatte. 
Zu Teixeiras Forschungsinteressen zählen die Ornithologie, die Biogeographie, die Ethnozoologie, die Geschichte der Naturwissenschaften, Niederländisch-Brasilien, Tiere in der Kunst, die Kartierung von Tieren sowie historische Reisen von Naturforschern.
Teixeira war mit Cecilia Torres (1952–1985) verheiratet, die er 1987 im Artepitheton des Alagoaslaubtyranns (Phylloscartes ceciliae) ehrte. Ferner beschrieb er den Alagoas-Blattspäher (Philydor novaesi) (1983), den Schwarzrücken-Ameisenfänger (Terenura sicki) (1983), den Alagoasameisenschlüpfer (Myrmotherula snowi) (1985), den Bahia-Tapaculo (Scytalopus psychopompus) (1989) und den Schilfameisenfänger (Formicivora acutirostris) (1995). 1986 entdeckte er den Dunkelkopf-Blattspäher (Cichlocolaptes mazarbarnetti), eine Vogelart, die heute möglicherweise ausgestorben ist.

## Schriften (Auswahl)
- (mit Helmut Sick) Notas sobre aves brasileiras raras ou ameacadas de extincao, 1979 und 1983
- Animais vertebrados ameaçados de extinção presentes na Estação Veracruz, 1995
- (mit Nelson Papavero und Jorge Llorente-Bousquets) História da biogeografia no período pré-evolutivo, 1997
- The pictures in the Hoflössnitz „Weinbergschlösschen“. (= Cristina Ferrão, José Paulo Monteiro Soares (Hrsg.): Dutch Brazil Bd. 3). Editora Index, Rio de Janeiro 1997, ISBN 978-85-7083-056-2.
- Os quadros de aves tropicais do Castelo de Hoflössnitz na Saxônia e Albert Eckhout (ca. 1610–1666), artista do Brasil Holandês. In: Revista do Instituto de Estudos Brasileiros. Nr. 49, 2009, S. 67–90, ISSN 0020-3874 (PDF).
- (mit Abner Chiquieri und Nelson Papavero) O livro XV (Brasil) do „novus orbis seu descriptionis indiae occidentalis libri XVIII“ de Joannes de Laet (1633): transcrição, tradução e comentários sobre as partes relativas à história natural, 2011
- (mit Abner Chiquieri und Nelson Papavero) O livro XVI (o Brasil sententrional) do „novus orbis seu descriptionis indiae occidentalis libri XVIII“ de Joannes de Laet (1633): transcrição, tradução e comentários sobre as partes relativas à história natural, principalmente à fauna, 2011
- (mit Nelson Papavero) As aves do Pará segundo as memórias de Dom Lourenço Álvares Roxo de Potflis, 1752 = Les Oiseaux du Pará d'après le mémoires de Dom Lourenço Álvares Roxo de Potflis, 1752, 2017